# 崎碌尾机场
崎碌尾机场是原本位于广东省汕头市市区东部的小型机场，现在已不复存在。

## 历史
崎碌尾机场位于汕头市长厦、龙眼一带，由国民政府修建，于1929年11月正式建成。机场建有1300米跑道，属于军用机场。1939年6月汕头沦陷，机场被日军占用并进行改扩建。1945年汕头光复后，机场由国民革命军空军收回。1947年12月崎碌尾机场被国民政府民航局接收，改为民用，供中国航空公司、中央航空运输公司使用。
1949年10月，守卫汕头的中华民国国军败退时炸毁机场跑道，一年后由汕头人民政府修复，其后供中国人民解放军空军使用。机场大部分设备在1969年的“七·二八”强台风海潮中被推毁。之后虽然有修复，但仅作汽车练习场和垃圾堆场用。

## 现状
崎碌尾机场旧址于1982年至1987年间被开辟为住宅区。住宅区取飞机场之“飞”字，以及附近长厦村之“厦”字，合成现在的名字“飞厦”。

## 使用者
- 1929年-1939年 国民革命军空军
- 1939年-1945年 大日本帝国陆军飞行战队
- 1945年-1947年 国民革命军空军
- 1947年-1949年 中华民国交通部民用航空局
- 1950年-1969年 中国人民解放军空军